# Wałek rozrządu

Animacja fragmentu wałka rozrządu i zaworów – wałek umieszczony w głowicy (OHC)

Wałek rozrządu – wałek krzywkowy używany w czterosuwowych silnikach tłokowych do sterowania zaworami.
Krzywka wałka, obracając się wraz z nim, poprzez popychacz otwiera zawór. Wałek rozrządu wykonuje jeden obrót w cyklu pracy silnika, czyli jeden obrót na dwa obroty wału korbowego i musi być z nim zsynchronizowany. Napęd z wału korbowego jest przekazywany przez pasek zębaty, łańcuch lub przekładnię zębatą. Wałek rozrządu jest obciążony siłami bezwładności mas elementów układu rozrządu i napięcia sprężyn zaworowych.
Krzywki wałka rozrządu wykonane są najczęściej ze stali stopowych z dodatkiem chromu lub ze stali do nawęglania. Zdarzają się także wały wykonane z żeliwa stopowego z dodatkiem chromu. Krzywki stanowią zazwyczaj integralną całość z wałkiem, stosuje się jednak także krzywki nasadzane.
W przypadku wałka rozrządu wykonanego ze stopu metalu o zbyt małej odporności na ścieranie lub źle zahartowanego bądź nieodpowiednim smarowaniu powierzchni roboczych, zazwyczaj dochodzi do wytarcia powierzchni krzywek. Uszkodzony wałek powoduje m.in. nierówną pracę silnika. Może zostać zregenerowany metodą napawania lub wymieniony.